# Janów (Powiat Częstochowski)
Janów ist eine ehemalige Stadt, jetzt ein Dorf und Sitz der gleichnamigen Gemeinde im Powiat Częstochowski der Woiwodschaft Schlesien in Polen.

## Geschichte
Der Ort im Kreis Lelów in der Woiwodschaft Krakau in der Adelsrepublik Polen-Litauen wurde im Jahr 1670 von Jan Aleksander Koniecpolski, nach dem er Janów benannt wurde, gegründet und im Jahr 1696 erhielt er das Stadtrecht.

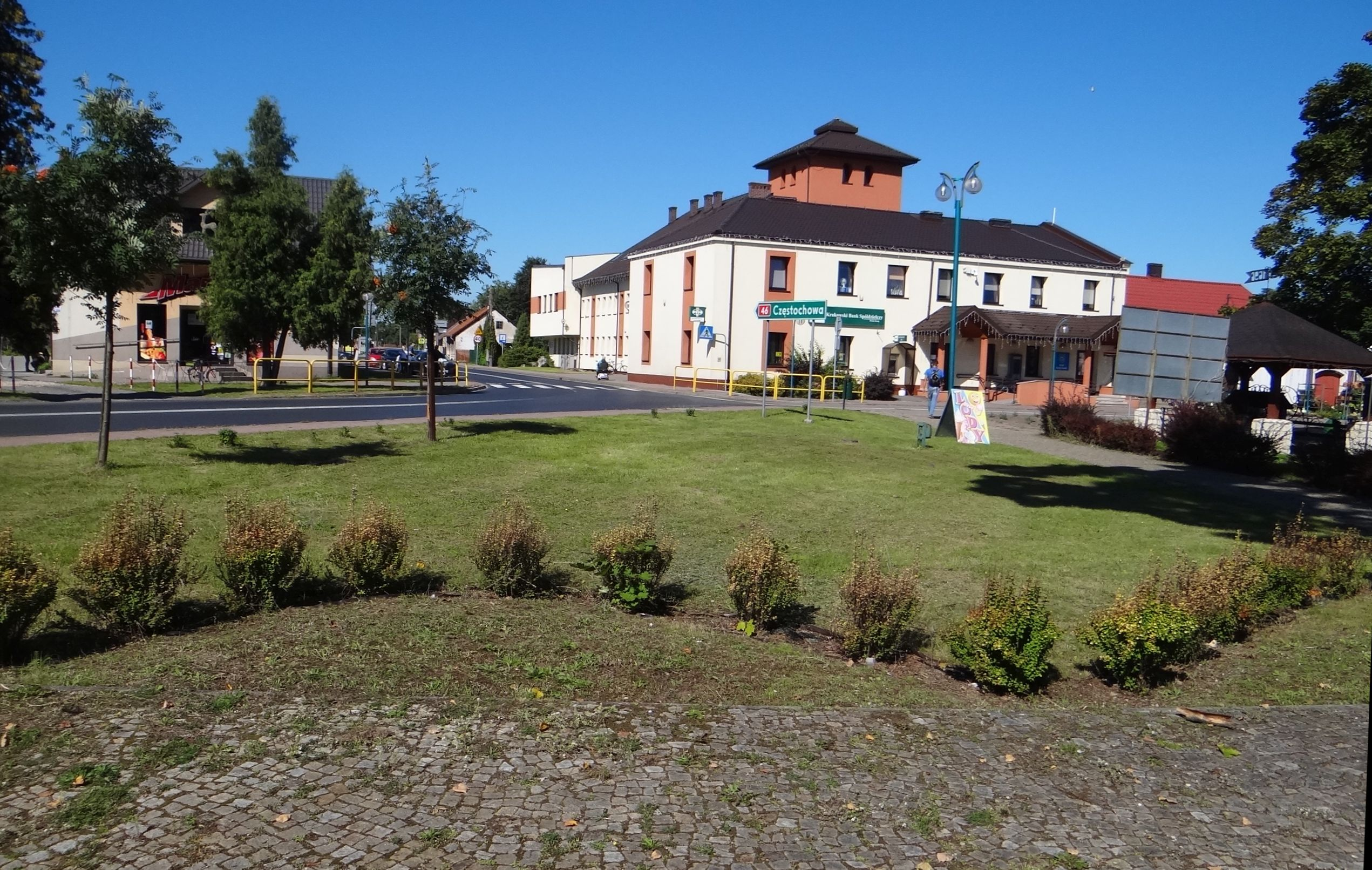
Marktplatz

Im Zuge der Dritten polnischen Teilung kam sie 1795 an Preußen als Teil von Neuschlesien. 1807 kam sie ins Herzogtum Warschau und 1815 ins neu entstandene, russisch beherrschte Kongresspolen. Von Anfang an lebten Juden in Janów, z. B. im Jahr 70 jüdische Personen machten 25 % der Stadtbewohnern aus. Im Jahr 1799 wurde der Jüdischer Friedhof in Janów eröffnet. Die Römisch-Katholiken bauten eine Filialkirche von Złoty Potok, erst ab 1912 Sitz einer unabhängigen Pfarrgemeinde. 1870 verlor der Ort mit 14 anderen Städten im Gouvernement Piotrków das Stadtrecht im Zusammenhang der Repressionen nach dem Januaraufstand.
Nach dem Ende des Ersten Weltkriegs kam Janów zu Polen, Woiwodschaft Kielce. Im Jahr 1921 gab es in der städtischen Siedlung Janów in der Gemeinde Złoty Potok im Powiat Częstochowski der Woiwodschaft Kielce 163 Häuser mit 1064 Einwohnern, es waren überwiegend polnische Römisch-Katholiken, es gab auch 264 Juden. In der Zeit der deutschen Besetzung Polens im Zweiten Weltkrieg befand sich der Ort im Generalgouvernement.
Von 1975 bis 1998 gehörte Janów zur Woiwodschaft Częstochowa.